# Beetserweg
Beetserweg is een voormalig wegwaterschap in de Nederlandse provincie Groningen.
Het waterschap had als taak het aanleggen en onderhouden van de Voorbeetseweg in Sellingerbeetse. De voornaamste reden tot het oprichten van het schap was, dat het een nieuwe verbindingsweg tussen twee gemeentes betrof.
Het weg wordt sinds 1969 beheerd door de gemeentes Stadskanaal en Westerwolde.